# Northrop Grumman B-2 Spirit
Northrop Grumman B-2 Spirit je višenamjenski bombarder, smanjene uočljivosti sposoban za nošenje konvencionalnog i nuklearnog oružja. U službi je ratnog zrakoplovstva SADa. 
Zrakoplov je prvi puta predstavljen 22. studenoga 1988.g. Iako je prvotno osamdesetih godina najavljeno 135 primjerka, ukupno je proizveden 21 zrakoplov (zbog prekida napetosti s bivšim SSSR-om). Posadu zrakoplova čine dva člana (predviđeno je prostor za još jednoga člana posade).
Do 2007. zrakoplov je korišten u tri američke vojne kampanje. Vatreno krštenje zrakoplov je imao 1999.g. na Kosovu.

## Popis B-2 zrakoplova
| Oznaka               | Rep #   | Službeno ime             |
| -------------------- | ------- | ------------------------ |
| AV-1                 | 82-1066 | Spirit of America        |
| AV-2                 | 82-1067 | Spirit of Arizona        |
| AV-3                 | 82-1068 | Spirit of New York       |
| AV-4                 | 82-1069 | Spirit of Indiana        |
| AV-5                 | 82-1070 | Spirit of Ohio           |
| AV-6                 | 82-1071 | Spirit of Mississippi    |
| AV-7                 | 88-0328 | Spirit of Texas          |
| AV-8                 | 88-0329 | Spirit of Missouri       |
| AV-9                 | 88-0330 | Spirit of California     |
| AV-10                | 88-0331 | Spirit of South Carolina |
| AV-11                | 88-0332 | Spirit of Washington     |
| AV-12                | 89-0127 | Spirit of Kansas         |
| AV-13                | 89-0128 | Spirit of Nebraska       |
| AV-14                | 89-0129 | Spirit of Georgia        |
| AV-15                | 90-0040 | Spirit of Alaska         |
| AV-16                | 90-0041 | Spirit of Hawaii         |
| AV-17                | 92-0700 | Spirit of Florida        |
| AV-18                | 93-1085 | Spirit of Oklahoma       |
| AV-19                | 93-1086 | Spirit of Kitty Hawk     |
| AV-20                | 93-1087 | Spirit of Pennsylvania   |
| AV-21                | 93-1088 | Spirit of Louisiana      |
| AV-22–AV-165 otkazan |         |                          |

## Nesreće
23. veljače 2008. B-2 s/n 89-0127, nazvan "Spirit of Kansas," srušio se na pistu netom po polijetanju iz Zrakoplovne baze Andresen Guam. To je bilo prvo rušenje aviona B-2. Oba pilota su preživjela pad jer su se prethodno katapultirali, a avion je u potpunosti uništen.

## Tehničke karakteristike
Osnovne karakteristike
- posada: 2
- dužina: 21 m
- raspon krila: 52,4 m
- površina krila: 478 m2
- visina: 5,2 m

Letne karakteristike
- najveća brzina: 972 km/h
- ekonomska brzina: 870 km/h
- dolet: 11.100 km
- najveća visina leta: 15.200 m
- specifično opterećenje krila: 329 kg/m2
- motor: 4× General Electric F118-GE-100 turbofen motora

## Slike
- Shema
- B-2 u letu iznad rijeke Mississippi (St. Louis, Missouri)
- B-2 za vrijeme punjenja goriva u zraku iznad Tihog oceana.
- B-2 (sredina) usporedba sa, F/A-18 Hornet (lijevo) i dva F-16 Fighting Falcons (desno).
- B-2 ispušta bombe (Mk.82) za vrijeme vojne vježbe